# جيزا ناغي (موسيقي)
جيزا ناجي (بالمجرية: Nagy Géza)‏ (و. 1876 – 1938 م) هو موسيقي، ومعلم موسيقى، وعازف بيانو مجري، ولد في بودابست، يستخدم آلات بيانو، توفي في بودابست، عن عمر يناهز 62 عاماً.